# Bartleby
Bartleby è un film del 2001 diretto da Jonathan Parker, con Crispin Glover e David Paymer. Il film è l'adattamento della novella di Herman Melville Bartleby lo scrivano: una storia di Wall Street. Il film diverge dalla storia di Melville, ambientandola in un ufficio moderno e aggiungendo umorismo in stile sitcom, con un elemento di surrealismo.

## Trama
In un ufficio pubblico di registrazione, un capoufficio apparentemente normale ha ingaggiato un nuovo impiegato di nome Bartleby. Bartleby, comunque, è eccentrico e con ogni giorno che passa, comincia a rifiutare gli ordini del suo capo, rispondendosi sempre per giustificarsi: "Preferirei di no". Infine, il capo trova se stesso incapace di prendere una decisione su cosa fare per Bartleby e scopre anche strane cose su di lui.